# Mamfé
Mamfé é uma cidade dos Camarões localizada na província de Sudoeste. Mamfé é a capital do departamento de Manyu.